# HBW Balingen-Weilstetten

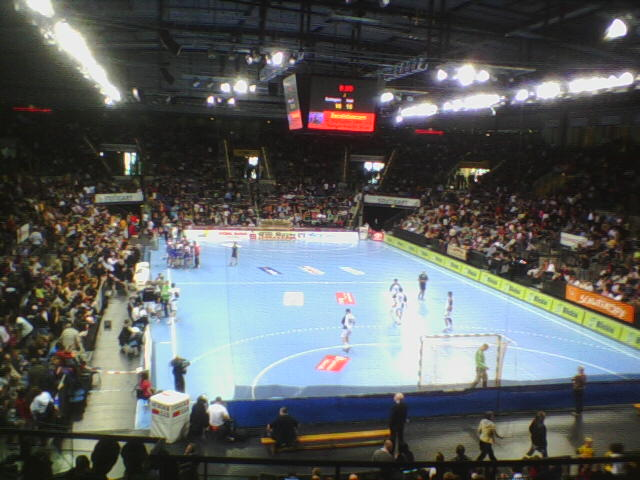
Bundesliga-Spiel gegen den THW Kiel am 16. März 2008 in der Porsche-Arena

Die Spielgemeinschaft HBW Handball Balingen – Weilstetten 2000 e. V., kurz HBW Balingen-Weilstetten oder HBW, ist ein Handballclub aus Balingen, der Kreisstadt des Zollernalbkreises im südlichen Baden-Württemberg, der in der Saison 2024/25 in der 2. Bundesliga spielt. Der Spielbetrieb wird von der HBW Balingen-Weilstetten Bundesliga GmbH & Co. KG durchgeführt.

## Geschichte

### Vorgeschichte
Der TV Weilstetten und die TSG Balingen waren beide bereits etablierte Handballvereine. Der TV Weilstetten stieg erstmals 1978 in die 2. Handball-Bundesliga auf und wurde 1983, 1984 und 1989 württembergischer Pokalsieger. 1986 und 1989 nahm die Mannschaft jeweils am DHB-Pokal teil.
Die Handballabteilung der TSG Balingen, welche unter dem Namen TSG Balingen Handball 2000 auftrat, stieg 1994 und 2000 jeweils in die Oberliga Württemberg auf. Mit einem 2. Platz 2002 sogar in die Baden-Württemberg Oberliga. Ab 1991 war die TSG Balingen Handball Ausrichter des Volksbank Cups, an dem u. a. der SC Magdeburg, die SG Wallau/Massenheim und der VfL Gummersbach sowie auch die Nationalmannschaften aus z. B. aus Deutschland, der Schweiz und Ägypten teilnahmen.

### Fusion und Aufstieg (2002–2006)
Der heutige HBW entstand 2002 durch die Fusion der Handballmannschaften der TSG Balingen und des TV Weilstetten, wobei man den Platz des TV Weilstetten in der Regionalliga übernahm. Die Spielgemeinschaft stieg nach der ersten Saison als Meister mit 47:13 Punkten von der Regionalliga in die 2. Handball-Bundesliga Süd auf. Als Vorstand fungierte bis 2013 Arne Stumpp.
Nach dem Aufstieg belegte der HBW in der ersten Zweitliga-Saison 2003/04 mit 27:41 Punkten den 12. Platz. Rolf Brack übernahm 2004 für die nächsten neun Jahre das Traineramt. In der zweiten Saison steigerten sich die Leistungen erneut und der HBW beendete die Saison 2004/05 mit 35:33 Punkten auf dem 7. Platz. Die dritte Zweitliga-Saison 2005/06 sollte vorerst die letzte sein und es gelang als Tabellenerster der Aufstieg in die Handball-Bundesliga. Am 13. April 2006 begann der Bau der Sparkassen-Arena in Balingen.

### Bundesliga (2006–2017)
Zu Beginn der ersten Bundesliga-Saison 2006/07 musste der HBW seine Heimspiele in der TüArena in Tübingen austragen. Am 3. Dezember 2006 wurde mit der Sparkassen-Arena die neue Heimspielstätte des HBW eröffnet und wird seither für den Spielbetrieb genutzt. Am Ende der Saison fand sich der HBW mit 18:50 Punkten auf dem 13. Platz wieder.
Seit der Saison 2007/08 trägt der HBW einzelne Heimspiele in der Porsche-Arena in Stuttgart aus. Die zweite Saison beendete der HBW mit 24:44 Punkten erneut auf dem 13. Tabellenplatz. In den kommenden drei Saisons belegte der HBW jeweils den 15. Platz mit 23:45 (2008/09), 18:50 (2009/10) und 19:49 Punkten (2010/11). Auch in den kommenden beiden Saisons spielte der HBW häufig um den Abstieg und belegte die Plätze 14 (24:44 Punkte; 2011/12) und 13 (25:43 Punkte; 2012/13). 2013 trat Dietmar Foth die Nachfolge von Arne Stumpp als Präsident an.
Nach der Saison 2013/14 erreichte der HBW mit 19:49 Punkten nur den 16. Platz und war sportlich abgestiegen. Da der HSV Hamburg aufgrund des fehlenden Nachweises einer gesicherten wirtschaftlichen Leistungsfähigkeit keine Lizenz für die kommende Saison erhielt, verblieb der HBW in der Bundesliga. Vor dem Schiedsgericht der HBL wurde dem HSV die Lizenz doch noch erteilt, der HBW konnte sein Startrecht für die Handball-Bundesliga jedoch vor dem Landgericht Dortmund einklagen. Während der Saison hatte man sich wegen der sportlichen Situation bereits vom langjährigen Trainer Rolf Brack getrennt.
Am 1. Juli 2014 trat der ehemalige HBW-Spieler Wolfgang Strobel die Nachfolge als Geschäftsführer von Bernd Karrer an. Die beste Bundesliga-Saison spielte der HBW in der folgenden Saison 2014/15 und erreichte mit 31:41 Punkten den 11. Tabellenplatz. In der Saison 2015/16 belegt der HBW mit dem bis dahin schlechtesten Punkteverhältnis von 16:48 den 14. Platz. Trotz einem Pluspunkt mehr reichte es in der Saison 2016/17 mit 17:51 Punkten lediglich zu Platz 17 und der erste Abstieg aus der Bundesliga war besiegelt. Trotz des schlechten Abschneidens in der Bundesliga erreicht der HBW erstmals das Viertelfinale des DHB-Pokals.

### Auf- und Abstiege (seit 2017)
In der Saison 2017/18 verpasste der HBW den direkten Wiederaufstieg und belegte mit 47:29 Punkten den 5. Platz. In der darauffolgenden Saison 2018/19 wurde der HBW Zweitliga-Meister und stieg mit 61:15 Punkten erneut in die Bundesliga auf.
Es folgten drei weitere Jahre in der Handball-Bundesliga: In der Saison 2019/20 erspielte sich der HBW mit 16:38 Punkten seine bisher schlechteste Bundesliga-Bilanz, erreichte jedoch trotzdem Platz 16 und stieg nicht erneut ab. Die Saison wurde aufgrund der COVID-19-Pandemie vorzeitig abgebrochen. In der folgenden Saison 2020/21 erreichte der HBW seine zweitbeste Punkteausbeute in der Bundesliga, belegte jedoch mit 29:47 Punkten lediglich den 15. Tabellenplatz. Am Ende der Saison 2021/22 stand mit Platz 17 und einem Punkteverhältnis von 16:52 der zweite Abstieg in die 2. Bundesliga fest. Das Amt des Vorstandes wechselte im März 2022 von Dietmar Foth auf Axel Kästle.

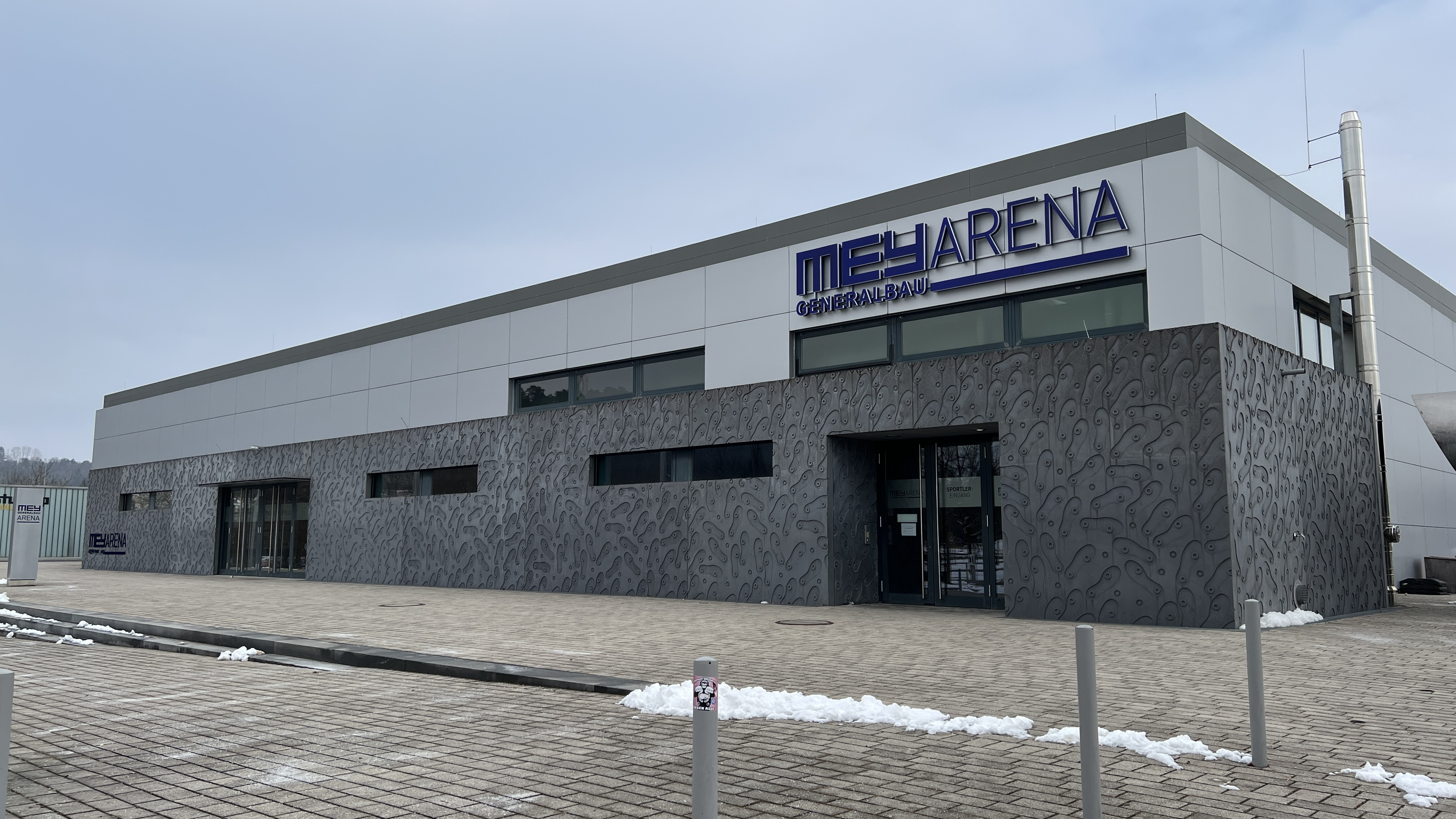
Mey-Generalbau-Arena

Mit 56:16 Punkten wurde der HBW in der Saison 2022/23 erneut Meister in der 2. Bundesliga und stieg in die Handball-Bundesliga auf. In dieser spielte der HBW in der Saison 2023/24, stieg jedoch als Tabellenletzter direkt wieder in die 2. Bundesliga ab. Zu Saisonbeginn 2023/24 übernahm der bisherige Leiter Spielbetrieb Felix König den Posten des Geschäftsführers von Wolfgang Strobel.
Zur Saison 2024/25 übernahm der ehemalige HBW-Spieler Matthias Flohr das Traineramt von Jens Bürkle. Seit 1. Februar 2025 gibt es mit Axel Kromer einen zweiten Geschäftsführer beim HBW. Mit einem Sieg gegen den HSC 2000 Coburg konnte der HBW erstmals in der Vereinsgeschichte in das Final Four des DHB-Pokals einziehen. Dort verlor die Mannschaft im Halbfinale mit 31:27 gegen MT Melsungen, konnte das Spiel um Platz 3 am Folgetag aber mit 32:31 überraschend gegen die Rhein-Neckar Löwen gewinnen.

## Profimannschaft

### Kader 2025/26
(Stand: 10. August 2025)
| Nr. | Nation    | Name                | Position   | Geburtstag         | Größe  | im Verein seit | letzter Verein      |
| --- | --------- | ------------------- | ---------- | ------------------ | ------ | -------------- | ------------------- |
| 1   | Pole      | Mateusz Kornecki    | TW         | 5. Juni 1994       | 1,94 m | 2024           | ThSV Eisenach       |
| 12  | Ungar     | Benedek Nagy        | TW         | 17. November 2001  | 1,95 m | 2024           | KC Veszprém         |
|     | Deutscher | Magnus Bierfreund   | TW         | 17. Januar 2004    | 1,90 m | 2024           | THW Kiel            |
| 4   | Deutscher | Tim Matthes         | LA         | 5. Mai 1999        | 1,81 m | 2024           | SC DHfK Leipzig     |
| 6   | Deutscher | Mex Raguse          | RL         | 7. Dezember 1999   | 1,96 m | 2025           | Eulen Ludwigshafen  |
| 7   | Deutscher | Elias Huber         | RM         | 12. März 2002      | 1,85 m | 2017           |                     |
| 8   | Deutscher | Magnus Grupe        | RL, RM     | 12. November 2004  | 1,91 m | 2025           | Rhein-Neckar Löwen  |
| 11  | Deutscher | Bennet Strobel      | KM         | 6. April 2006      | 1,93 m |                |                     |
| 13  | Deutscher | Merlin Fuß          | RR         | 2. Februar 2000    | 1,84 m | 2025           | HSC 2000 Coburg     |
| 18  | Deutscher | Tim Grüner          | LA         | 26. Februar 2003   | 1,86 m | 2024           | 1. VfL Potsdam      |
| 21  | Deutscher | Till Wente          | KM         |                    |        | 2020           | SV Fellbach         |
| 24  | Deutscher | Elias Fügel         | RA         | 16. Juni 2002      | 1,80 m | 2015           | SV Hausen           |
| 28  | Deutscher | Tobias Heinzelmann  | KM         | 26. August 1999    | 1,90 m | 2012           | TSV Burladingen     |
| 30  | Deutscher | Sascha Pfattheicher | RA         | 28. August 1997    | 1,83 m | 2024           | TVB 1898 Stuttgart  |
| 34  | Israeli   | Yonatan Dayan       | RM         | 6. Januar 2000     | 1,88 m | 2025           | ASV Hamm-Westfalen  |
| 55  | Ungar     | Csaba Leimeter      | RR         | 15. Dezember 1994  | 1,95 m | 2023           | RK Zagreb           |
| 94  | Deutscher | Georg Pöhle         | RM         | 28. September 1994 | 1,94 m | 2025           | HSG Nordhorn-Lingen |
| 99  | Deutscher | Stefan Bauer        | KM         | 7. Mai 1997        | 2,02 m | 2025           | HSG Nordhorn-Lingen |
|     | Deutscher | Matthias Flohr      | Trainer    | 29. März 1982      | 1,87 m | 2024           | TSV Bayer Dormagen  |
|     | Deutscher | Tobias Hotz         | Co-Trainer | 6. Februar 1985    |        | 2002           |                     |

### Transfers zur Saison 2025/26
| Zugänge             | Zugänge        | Zugänge             |
| Nation              | Name           | abgebender Verein   |
| ------------------- | -------------- | ------------------- |
| Deutschland         | Bennet Strobel | eigene Jugend       |
| Deutschland         | Merlin Fuß     | HSC 2000 Coburg     |
| Deutschland         | Stefan Bauer   | HSG Nordhorn-Lingen |
| Deutschland         | Mex Raguse     | TSG Friesenheim     |
| Deutschland         | Till Wente     | 2. Mannschaft       |
| Deutschland         | Georg Pöhle    | HSG Nordhorn-Lingen |
| Israel              | Yonatan Dayan  | ASV Hamm-Westfalen  |
| Stand: 3. Juli 2025 |                |                     |

| Abgänge             | Abgänge              | Abgänge                                |
| Nation              | Name                 | aufnehmender Verein                    |
| ------------------- | -------------------- | -------------------------------------- |
| Deutschland         | Jerome Müller        | HC Kriens-Luzern                       |
| Schweden            | Max Santos           | TuS N-Lübbecke                         |
| Deutschland         | Robert Timmermeister | Rhein-Neckar Löwen (zurück nach Leihe) |
| Schweden            | Daniel Blomgren      | IL Runar Sandefjord                    |
| Island              | Daníel Þór Ingason   | ÍBV Vestmannaeyja                      |
| Deutschland         | Jannis Schneibel     | ThSV Eisenach, Leihende                |
| Stand: 11. Mai 2025 |                      |                                        |

### Saisonbilanzen seit Gründung
| Saison  | Liga          | Rang | Sp. | S  | U | N  | Tore      | Punkte | Diff. | DHB-Pokal     |
| ------- | ------------- | ---- | --- | -- | - | -- | --------- | ------ | ----- | ------------- |
| 2002/03 | Regionalliga  | 1.   | 30  | 22 | 3 | 05 | 0875:7390 | 47:13  | +136  | 2. Runde      |
| 2003/04 | 2. Bundesliga | 12.  | 34  | 12 | 3 | 19 | 0888:9120 | 27:41  | −24   | 3. Runde      |
| 2004/05 | 2. Bundesliga | 7.   | 34  | 15 | 5 | 14 | 0987:9620 | 35:33  | +25   | 1. Runde      |
| 2005/06 | 2. Bundesliga | 1.   | 36  | 30 | 1 | 05 | 1113:9120 | 61:11  | +201  | 3. Runde      |
| 2006/07 | Bundesliga    | 13.  | 34  | 07 | 4 | 23 | 0899:1024 | 18:50  | −125  | 3. Runde      |
| 2007/08 | Bundesliga    | 13.  | 34  | 11 | 2 | 21 | 0938:1027 | 24:44  | −89   | 2. Runde      |
| 2008/09 | Bundesliga    | 15.  | 34  | 10 | 3 | 21 | 0949:1006 | 23:45  | −57   | 2. Runde      |
| 2009/10 | Bundesliga    | 15.  | 34  | 09 | 0 | 25 | 0889:9710 | 18:50  | −82   | Achtelfinale  |
| 2010/11 | Bundesliga    | 15.  | 34  | 07 | 5 | 22 | 0894:1013 | 19:49  | −119  | 3. Runde      |
| 2011/12 | Bundesliga    | 14.  | 34  | 11 | 2 | 21 | 0857:9360 | 24:44  | −79   | 3. Runde      |
| 2012/13 | Bundesliga    | 13.  | 34  | 11 | 3 | 20 | 0956:1019 | 25:43  | −63   | Achtelfinale  |
| 2013/14 | Bundesliga    | 16.  | 34  | 05 | 9 | 20 | 0905:9800 | 19:49  | −75   | Achtelfinale  |
| 2014/15 | Bundesliga    | 11.  | 36  | 14 | 3 | 19 | 0900:9900 | 31:41  | −90   | Achtelfinale  |
| 2015/16 | Bundesliga    | 14.  | 32  | 06 | 4 | 22 | 0850:9340 | 16:48  | −84   | Achtelfinale  |
| 2016/17 | Bundesliga    | 17.  | 34  | 07 | 3 | 24 | 0819:9330 | 17:51  | −114  | Viertelfinale |
| 2017/18 | 2. Bundesliga | 5.   | 38  | 22 | 3 | 13 | 1066:9610 | 47:29  | +105  | 1. Runde      |
| 2018/19 | 2. Bundesliga | 1.   | 38  | 29 | 3 | 06 | 1105:9410 | 61:15  | +164  | 2. Runde      |
| 2019/20 | Bundesliga    | 16.  | 27  | 06 | 4 | 17 | 0741:8180 | 16:38  | −77   | 1. Runde      |
| 2020/21 | Bundesliga    | 15.  | 38  | 14 | 4 | 20 | 1023:1100 | 29:47  | −77   | – 1           |
| 2021/22 | Bundesliga    | 17.  | 34  | 06 | 4 | 24 | 847:987   | 16:52  | −140  | 2. Runde      |
| 2022/23 | 2. Bundesliga | 1.   | 36  | 25 | 6 | 05 | 1074:9620 | 56:16  | +112  | 2. Runde      |
| 2023/24 | Bundesliga    | 18.  | 34  | 05 | 3 | 26 | 0903:1031 | 13:55  | −128  | 3. Runde      |
| 2024/25 | 2. Bundesliga | 4.   | 34  | 20 | 4 | 10 | 1041:9720 | 44:24  | +69   | Platz 3       |

|  | Aufstieg |
|  | Abstieg  |

### Bekannte ehemalige Spieler
- Fabian Böhm (2013–2016, Rückraum links), deutscher Nationalspieler
- Jens Bürkle (2005–2012, Kreisläufer), heutiger Trainer des HBW
- Frank Ettwein (2002–2014, davor von 1994 bis 2002 beim TV Weilstetten, Linksaußen)
- Rock Feliho (2007–2010, Rückraum links), kongolesischer Nationalspieler
- Matthias Flohr (2016–2019, Linksaußen, Kreisläufer), deutscher Nationalspieler
- Lars Friedrich (2016–2022, Rückraum rechts)
- Kai Häfner (2011–2014, Rückraum rechts, Rechtsaußen), deutscher Nationalspieler
- Pascal Hens (2016–2017, Rückraum links), deutscher Nationalspieler
- Sascha Illitsch (2002–2013, bis 2002 beim TV Weilstetten, Linksaußen, Rückraum links)
- Mike Jensen (2019–2021, Torwart)
- Felix König (2009–2017, davor von 1995 bis 2009 bei der JSG Balingen-Weilstetten, Rückraum links, Rückraum Mitte), heutiger Geschäftsführer des HBW
- Vladan Lipovina (2019–2022, Rückraum rechts), montenegrinischer Nationalspieler
- Olivier Nyokas (2014–2016, Rückraum links), französischer und kongolesischer Nationalspieler
- Martin Strobel (2005–2008, 2013–2020, davor bis 2005 bei der JSG Balingen-Weilstetten, Rückraum Mitte), deutscher Nationalspieler
- Wolfgang Strobel (2002–2015, davor seit 2001 beim TV Weilstetten, Kreisläufer), Geschäftsführer des HBW von 2014 bis 2023
- Christoph Theuerkauf (2012–2016, Kreisläufer), deutscher Nationalspieler
- Dennis Wilke (2006–2012, 2014–2017, Rechtsaußen)

## Zweite Mannschaft
Die zweite Mannschaft des HBW spielt in der 3. Liga. Vereinsintern als Perspektivteam oder Jung-Gallier bezeichnet, wird die zweite Mannschaft meist nur HBW 2 genannt. Sie übernahm 2002 den Startplatz der TSG Balingen Handball 2000 und spielte seit der Saison 2002/03 in der Baden-Württemberg Oberliga. In der Saison 2008/09 erreichte der HBW 2 den zweiten Platz der Baden-Württemberg Oberliga und stieg in die Regionalliga Süd auf. Mit Platz 6 in der ersten Saison qualifizierte sich der HBW 2 für die neugeschaffene 3. Liga Süd. Die beste Platzierung erreichte der HBW 2 in der Saison 2018/19 mit einem 3. Platz und 40:20 Punkten.

## Nachwuchsarbeit
Seit 2001 wird die Jugendarbeit des HBW gemeinsam mit dem TV Weilstetten in der Jugendspielgemeinschaft JSG Balingen-Weilstetten organisiert. In dieser sind Jugendmannschaften aller Altersklassen vertreten. Die männliche A-Jugend-Mannschaft ist in der A-Jugend-Bundesliga als höchster deutscher Jugendliga seit deren Gründung 2011 vertreten.

## Spielorte

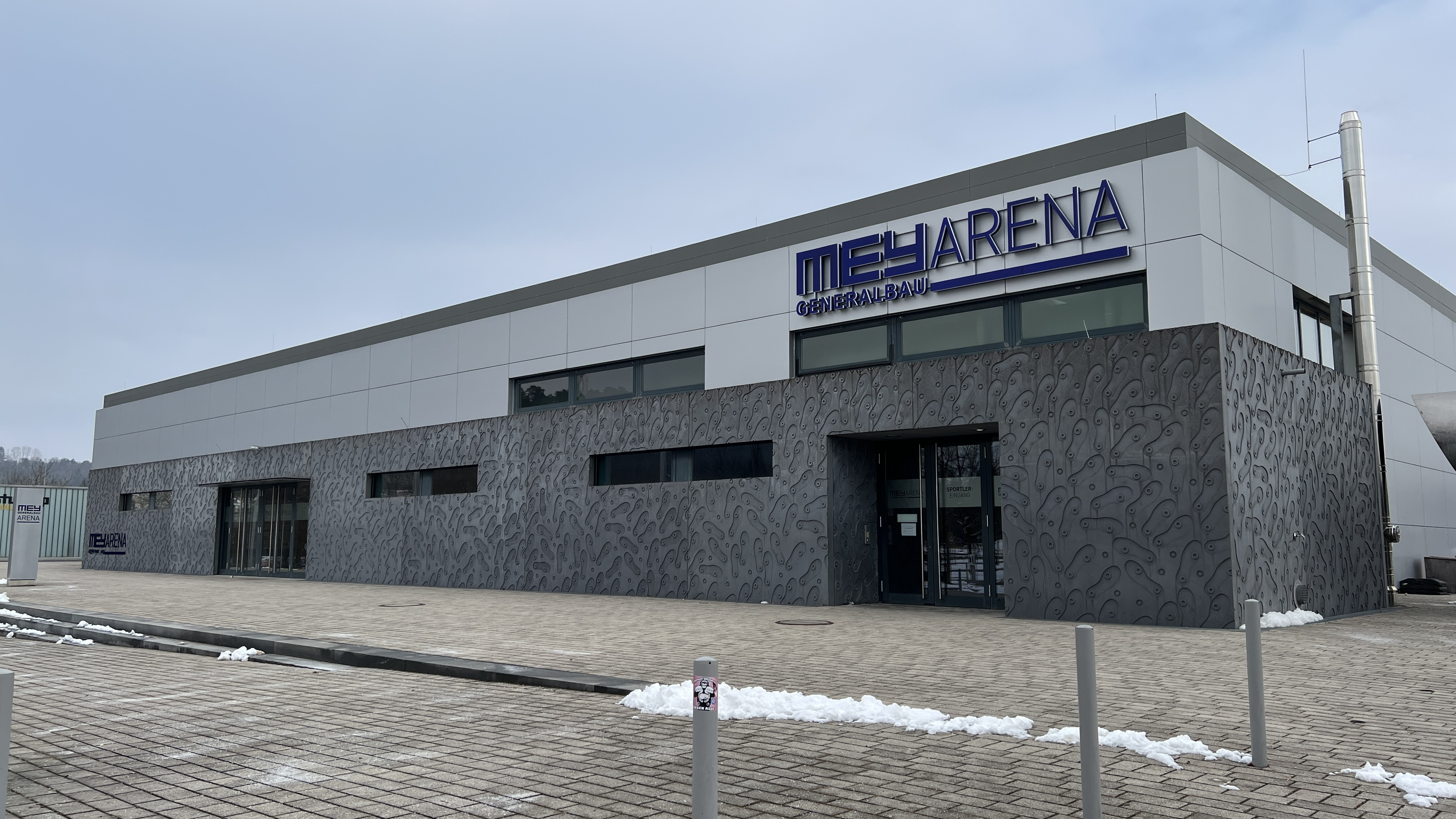
Mey-Generalbau-Arena in Balingen

In der Anfangszeit diente vor allem die Längenfeldhalle in Balingen als Austragungsort der Heimspiele. Durch den Aufstieg in die Bundesliga zur Saison 2006/07 stiegen die Anforderungen und der HBW musste in die 3180 Plätze fassende TüArena in Tübingen ausweichen. Bereits seit April 2006 wurde die 2320 Plätze fassende Mey-Generalbau-Arena (bis 2024 Sparkassen-Arena) in Balingen gebaut, in der der HBW seine Heimspiele seit Dezember 2006 austrägt. Bei ausgewählten Spielen werden die Heimspiele seit der Saison 2007/08 in der 6211 Plätze fassenden Porsche-Arena in Stuttgart ausgetragen.

## Sponsoren
Als Sponsoren treten hauptsächlich lokale Unternehmen auf den Trikots und auf der Bandenwerbung auf. In der Saison 2024/25 u. a. Bizerba, Blickle, die DAK-Gesundheit, EDEKA Südwest, Kempa, die Sparkasse Zollernalb und Stumpp.

## Ausrüster
Bereits seit Gründung wird der HBW von Kempa, einer Marke des Balinger Sportbekleidungsherstellers Uhlsport ausgerüstet.